# 臨淮郡
臨淮郡（りんわい-ぐん）は、中国にかつて存在した郡。漢代から唐代にかけて、現在の江蘇省宿遷市および淮安市一帯に設置された。

## 概要
紀元前117年（前漢の元狩6年）、広陵郡と沛郡の数県を割いて、臨淮郡が置かれた。臨淮郡は徐州に属し、徐・取慮・淮浦・盱台・凌・僮・射陽・開陽・贅其・高山・睢陵・塩瀆・淮陰・淮陵・下相・富陵・東陽・潘旌・西平・高平・開陵・昌陽・広平・蘭陽・襄平・海陵・輿・堂邑・楽陵の29県を管轄した。王莽のとき、淮平郡と改称された。
後漢が建てられると、臨淮郡の称にもどされた。72年（永平15年）、劉衍が下邳王となると、東海郡下邳県に下邳国が置かれた。79年（建初4年）、臨淮郡は下邳国に編入された。下邳国は下邳・徐・僮・睢陵・下相・淮陰・淮浦・盱眙・高山・潘旌・淮陵・取慮・東成・曲陽・司吾・良成・夏丘の17県を管轄した。
西晋が建国されると、司馬晃が下邳王となり、下邳国が置かれた。280年（太康元年）、下邳国から淮水南岸の諸県を分離して、臨淮郡を設置した。臨淮郡は盱眙・東陽・高山・贅其・潘旌・高郵・淮陵・司吾・下相・徐の12県を管轄した。
南朝宋のとき、臨淮郡は南徐州に属し、海西・射陽・凌・淮浦・淮陰・東陽・長楽の7県を管轄した。
南朝斉のとき、臨淮郡は海西・射陽・凌・淮陰・東陽・淮浦の6県を管轄することとされたが、実際の土地はなかった。
東魏が南朝梁の仁州を奪うと、臨淮郡が置かれた。臨淮郡は己吾・義城の2県を管轄した。
いっぽう北魏により設置された南徐州が、南朝梁により東徐州、東魏により東楚州、南朝陳により安州、北周により泗州と改称された。607年（隋の大業3年）に州が廃止されて郡が置かれると、泗州は下邳郡と改称された。下邳郡は宿豫・夏丘・徐城・淮陽・下邳・良城・郯の7県を管轄した。
621年（武徳4年）、唐により隋の下邳郡は泗州と改められた。742年（天宝元年）、泗州は臨淮郡と改称された。758年（乾元元年）、臨淮郡は泗州と改称され、臨淮郡の呼称は姿を消した。